# Vily Tiché údolí 110 a 125 (Roztoky)
Vila Tiché údolí čp. 125 (též Haurowitzova vila) a Tiché údolí čp. 110 jsou dvě samostatně stojící rodinné vily v téže zahradě v Roztokách.

## Komplex
Obě vily pocházejí z přelomu 19. a 20. století. Jejich investorem byla rodina Haurowitzových, vlastnící obchod s rukodělným zbožím, která zakoupila pozemek roku 1874. Některé zdroje uvádějí, že autoři ani jednoho z  architektonických návrhů nejsou známi, jinde lze nalézt, že návrh domu čp. 110 je připisován Františku Pavíkovskému a návrh domu čp. 125 Josefu Blechovi. Rodina vlastnila obě vily do roku 1942, pak jí byly kvůli židovskému původu zabaveny. Od roku 1948 sloužily jako městské nájemní domy.
Od roku 2009 jsou obě stavby památkově chráněny, a to včetně souvisejících pozemků a pilířového plotu s litinovým zábradlím a branami.
Oba domy jsou orientovány průčelím do ulice a svažitá část zahrady za nimi je upravena do podoby teras, osázených vzácnými druhy rostlin.

## Vila Tiché údolí čp. 125 (Haurowitzova vila)
Podle letopočtu na fasádě byla vila zbudována roku 1897. Nejnápadnějším prvkem domu je nárožní rizalit s částečně otevřenými lodžiemi a novorenesančním štítem. Zábradlí jsou tvořena balustrádou. Nároží domu jsou zdobena zdvojenou páskovou bosáží. Na průčelí jsou umístěny typické historizující prvky: volutové konzoly, ozdobné klenáky, kartuše s monogramem investora.
V roce 2016 byla zahájena generální rekonstrukce domu, která trvala až do roku 2020. Vila pak začala sloužit jako mateřská škola, zahrada domu byla zpřístupněna veřejnosti.
Ve vile se konají bohoslužby farního sboru Českobratrské církve evangelické v Roztokách u Prahy.

## Vila Tiché údolí čp. 110
Jedná se o vilu švýcarského typu, s dřevěnou verandou. Také u této vily město plánuje rekonstrukci. V interiéru by do budoucna mohla vzniknout expozice o životě význačných židovských průmyslníků z Roztok a okolí.